# Clemens Schmeing
Clemens Schmeing OSB (* 28. April 1930 in Coesfeld; † 29. April 2018 in Nottuln) war ein deutscher Benediktinermönch und von 1971 bis 1999 Abt der Abtei Gerleve.

## Leben
Clemens Schmeing besuchte das Gymnasium Nepomucenum Coesfeld und trat in Gerleve der Ordensgemeinschaft der Benediktiner bei. 1952 legte er seine Profess ab und studierte Theologie und Philosophie. 1956 empfing er die Priesterweihe.
1959 wurde er an der Benediktinerhochschule Sant’Anselmo in Rom mit einer moraltheologischen Studie über Maurus von Schenkl zum Dr. theol. promoviert. Er lehrte Philosophie in der Abtei Gerleve und wurde 1963 Novizenmeister.
1971 wurde er vom Konvent als Nachfolger von Pius Buddenborg zum Abt der Benediktinerabtei Gerleve im Bistum Münster gewählt. Sein Wahlspruch lautete Sicut qui ministrat („Wie einer der dient“) (Lk 22,27 ). Von 1981 bis zu seiner Emeritierung 1999 vertrat Schmeing die Beuroner Kongregation in Rom als Prokurator. Von 1999 bis 2006 war er Hausgeistlicher der Abtei St. Hildegard in Eibingen.
Schmeing wurde zudem bekannt durch seine Radioansprachen im WDR und im Deutschlandfunk.

## Schriften
- Studien zur »Ethica Christiana« Maurus von Schenkls OSB und zu ihren Quellen, Pustet Regensburg 1959
- Die Benediktinerabtei Gerleve. Ihr Werden, Wachsen und Wirken, Aschendorf 1997, ISBN 978-3-402-05377-5